# Mimosa nitens
Mimosa nitens är en ärtväxtart som beskrevs av George Bentham. Mimosa nitens ingår i släktet mimosor, och familjen ärtväxter. Inga underarter finns listade i Catalogue of Life.